# Karbodiimid

Obecný strukturní vzorec karbodiimidů, jádro funkční skupiny je zvýrazněno modře, na něj jsou navázány substituenty (R).

Karbodiimid (systematický název methandiimin) je název funkční skupiny s obecným vzorcem RN=C=NR. Látky obsahující tuto skupinu jsou výhradně umělého původu, v přírodě nebyly nalezeny. Příkladem je dicyklohexylkarbodiimid, používaný při syntéze peptidů. Dialkylkarbodiimidy jsou stabilní. Některé diraylkarbodiimidy vytvářejí za pokojové teploty dimery a polymery, což se nejčastěji děje u karbodiimidů s nízkou teplotou tání, které jsou za běžných podmínek kapalné. Pevné diarylkarbodiimidy jsou stabilnější, ale za přítomnosti vody mohou pomalu podléhat hydrolýze.

## Struktura

Struktura C(NC_{3})_{2} jádra sloučeniny C(NCHPh_{2})_{2} určená pomocí rentgenové krystalografie (šedá = C, modrá = N)

Z hlediska vazeb jsou karbodiimidy isoelektronické s oxidem uhličitým. Vytvářejí celkem třirezonanční struktury:
RN=C=NR ↔ RN+≡C-N−R ↔ RN−-C≡N+R
N=C=N jádra jsou téměř lineární, úhel vazby N=C=N je 170° a úhly vazeb C-N=C bývají 126±1°. Délky vazeb C=N jsou okolo 120 pm. Karbodiimidy jsou chirální, mají C2-symetrii. V důsledku nízké energetické bariéry pro rotaci molekul dochází k rychlým přeměnám na příslušné izomery, kvůli čemuž je izolace jednoho konkrétního enantiomeru karbodiimidu velmi obtížná; byla popsána příprava jednotlivých izomerů některých karbodiimidů, ovšem o její důvěryhodnosti se pochybuje.
Výchozí sloučenina methandiimin (HN=C=NH) je tautomerem kyanamidu.

## Příprava

### Z derivátů močoviny a thiomočoviny
Obvyklým způsobem přípravy karbodiimidů je dehydrosulfurizace derivátů thiomočoviny pomocí oxidu rtuťnatého.
(R(H)N)2CS + HgO → (RN)2C + HgS + H2O
Karbodiimidy lze také získat dehydratací N,N'-dialkylmočovin:
(R(H)N)2CO → (RN)2C + H2O
Jako dehydratační činidlo se používá oxid fosforečný nebo p-toluensulfonylchlorid

### Z izokyanátů
Izokyanáty mohou být přeměněny na karbodiimidy za odštěpení oxidu uhličitého.
2 RN=C=O → (RN)2C + CO2
Tato reakce je vratná; katalyzují ji fosfinoxidy.

## Reakce
Ve srovnání s ostatními heteroalleny jsou karbodiimidy slabými elektrofily a s nukleofily reagují pouze za přítomnosti katalyzátorů, jako jsou kyseliny. Tímto způsobem lze například připravit guanidin. Jako slabé zásady se karbodiimidy vážou na Lewisovy kyseliny.

### Moffattova oxidace
Karbodiimidy mohou vstupovat do Moffatových oxidací, při kterých se mění alkoholy na karbonylové sloučeniny za použití dimethylsulfoxidu jako oxidačního činidla.
(CH3)2SO + (CyN)2C + R2CHOH → (CH3)2S + (CyNH)2CO + R2C=O
Sulfoxid a diimid se obvykle používají v přebytku.

### Tvorba amidů
Při přípravě amidů z karbodiimidů dochází k vedlejším reakcím. Kyselina 1 reaguje s karbodiimidem za vzniku O-acylisomočoviny 2, což je v podstatě ester karboxylové kyseliny s aktivovanou odstupující skupinou. O-acylisomočovina následně reaguje s aminy, čímž se vytváří amid 3 a močovina 4.
O-acylisomočovina 2 může reagovat s dalším ekvivalentem karboxylové kyseliny 1 za tvorby acylanhydridu 5, který se může přeměnit na amid 3. Častou vedlejší reakcí je přeměna O-acylisomočoviny na nereaktivní N-acylmočovinu 6. Použitím rozpouštědel s nízkou relativní permitivitou, jako jsou dichlormethan a chloroform, lze tyto vedlejší reakce omezit.

### Ostatní reakce
Sloučeniny obsahující karbodiimidové skupiny se používají v organické syntéze jako dehydratační činidla, nejčastěji při přeměně karboxylových kyselin na amidy a estery. Za účelem zvýšení výtěžnosti a omezení vedlejších reakcí se někdy do reakční směsi přidávají další látky, jako jsou například N-hydroxybenzotriazol nebo N-hydroxysukcinimid.
Polykarbodiimidy je nožné použít jako zesíťovací činidla u některých pryskyřic, jako jsou polyuretany a polyakryláty. Polykarbodiimid zde reaguje s karboxylovými skupinami, které jsou v takových pryskyřicích časté, za tvorby N-acylmočoviny. Tato reakce vede ke vzniku kovalentních vazeb mezi molekulami polymeru a vzniku síťovité struktury.

## Příklady

### Dicyklohexylkarbodiimid

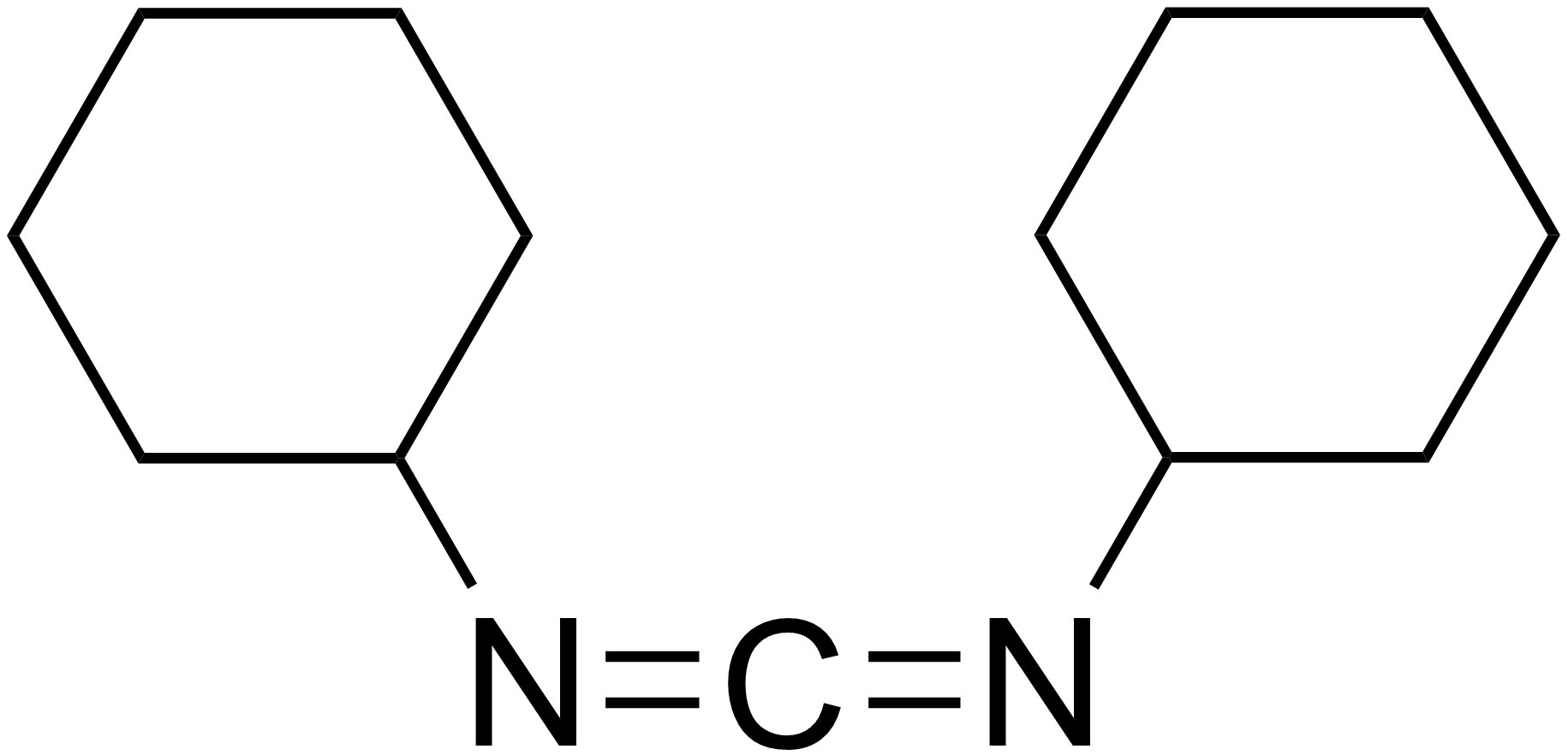
Strukturní vzoec dicyklohexylkarbodiimidu

Dicyklohexylkarbodiimid (DCC) je jedním z prvních karbodiimidů používaných v chemických reakcích. Používá se na přípravů amidů a esterů, například při syntéze peptidů. K jeho výhodám patří vysoké výtěžnosti reakcí sloužících k přípravě amidů. Nevýhodami jsou tvorba N,N'-dicyklohexylmočoviny jako vedlejšího produktu, který lze odstranit filtrací, ovšem stopová množství nečistot se odstraňují obtížně. Navíc je DCC silný alergen.

### Diisopropylkarbodiimid

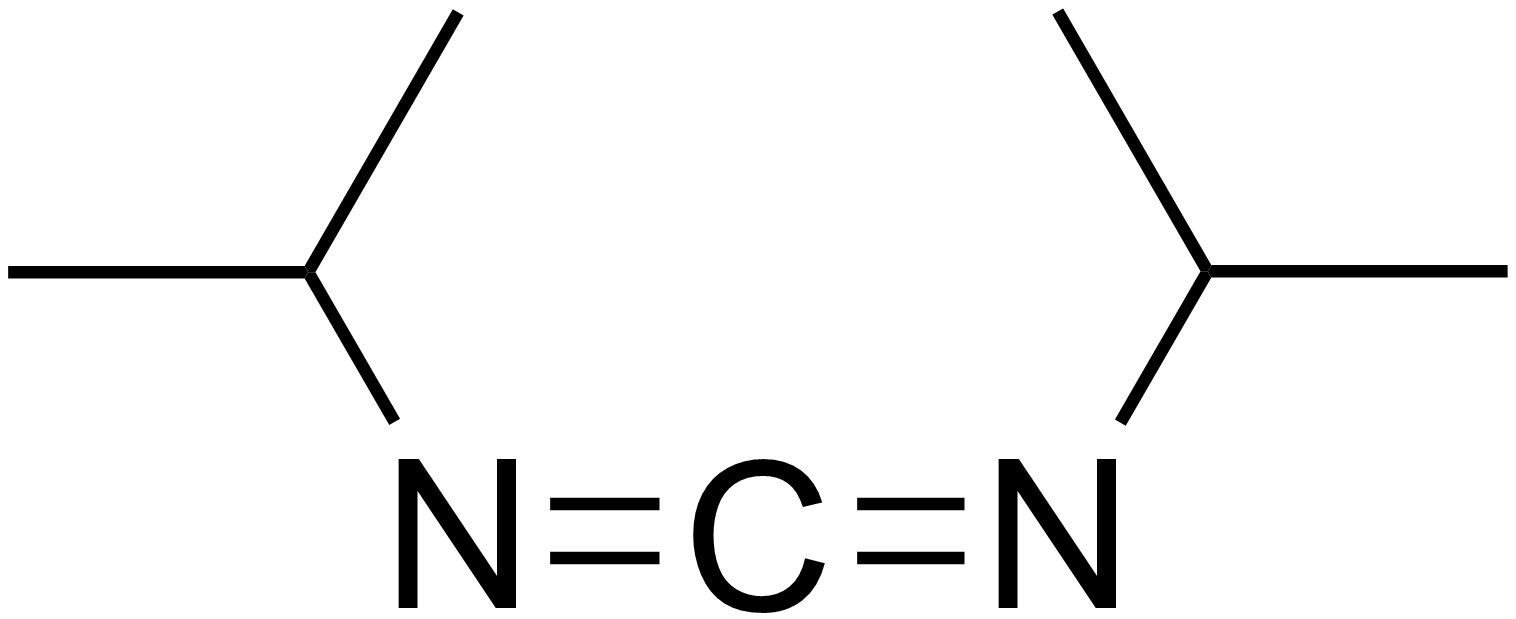
Strukturní vzoec isopropylkarbodiimidu

Isopropylkarbodiimid (DIC) je kapalina, jejíž hydrolýzou vzniká N,N'-diisopropylmočovina, rozpustná v organických rozpouštědlech.

### EDC
1-ethyl-3-(3-dimethylaminopropyl)karbodiimid (EDC) má široké možnosti využití; kromě těch uvedených u DCC a DIC jde například o to, že může být použit jako zesíťovací činidlo v biochemii.